# Черниговский район (Черниговская область; 1923—2020)
Черни́говский райо́н — упразднённыйй район Украины в западной части Черниговской области с центром в Чернигове. Район существовал в течение 1923—2020 годов и был ликвидирован во время Административно-территориальной реформы в Украине.

## История
Образован в 1923 году. Население района на 1 февраля 2015 года составляло 52 213 человек, площадь 2 547 км².
До 17 июля 2020 года на территории района находились 4 поселковых и 42 сельских совета. На территории района было 4 поселка городского типа, 3 поселка сельского типа и 117 деревень.

## Административное деление
На территории района расположены 3 городских, 11 поселковых и 6 сельских общин.